# Grupa Atlas
Atlas sp. z o.o. – polski producent materiałów chemii budowlanej (głównie: klejów do glazury, zapraw budowlanych, systemów ociepleń ścian zewnętrznych budynków, podkładów podłogowych oraz spoiw gipsowych i gładzi szpachlowych).
Jest największym polskim producentem w swojej branży. Ma 9 zakładów produkcyjnych w Polsce i innych krajach oraz 3 kopalnie surowców (gipsu, anhydrytu i piasku kwarcowego).

## Historia
Wytwórnia Klejów i Zapraw Budowlanych ATLAS (obecnie Grupa Atlas) powstała w Łodzi w 1991 r. Założycielami przedsiębiorstwa byli: mgr inż. elektr. Stanisław Ciupiński (ur. 1941), mgr inż. budown. Grzegorz Grzelak (ur. 1958) i mgr inż. arch. Andrzej Walczak (ur. 1958).
Założyciele przedsiębiorstwa prowadzili początkowo mały zakład usługowy, zajmujący się remontem domów, glazurnictwem i wykańczaniem wnętrz w Polsce i Niemczech. Wtedy zapoznali się z produktami niemieckimi, znacznie przewyższającymi jakością produkty podobnego typu dostępne wtedy na rynku polskim i postanowili stworzyć własny klej do glazury. W przygotowaniu pierwszej receptury wspomagał ich prof. Piotr Klemm, kierownik Katedry Fizyki Budowli i Materiałów Budowlanych Politechniki Łódzkiej.
Początkowo produkowali kleje imitujące produkty niemieckie (napisy po niemiecku, podobna do konkurencji grafika opakowań, ale z oznaczeniem Hergestellt in Polen – „Zrobiono w Polsce”). Produkcja odbywała się najpierw systemem chałupniczym, a następnie w pomieszczeniach zlikwidowanego przedsiębiorstwa produkcji prefabrykatów w Łodzi przy ul. św. Teresy od Dzieciątka Jezus. Podstawą początkowego sukcesu rynkowego Grupy Atlas było znalezienie i zagospodarowanie dużej niszy rynkowej oraz umiejętny marketing prowadzony przez Mariusza Jurkowskiego i Romana Rojka. Przedsiębiorstwo wypracowało rozpoznawalne logo i symbol (bocian w gnieździe), sponsoruje liczne imprezy i przedsięwzięcia kulturalne, charytatywne i sportowe, dzięki czemu firma przedsiębiorstwa stała się dobrze znana w Polsce i krajach ościennych. W 1993 r. produkt przedsiębiorstwa po raz pierwszy został laureatem konkursu Teraz Polska, a kolejny raz w 2001 r. W 2002 r. Atlas otrzymał Nagrodę Gospodarczą Prezydenta RP dla najlepszego polskiego przedsiębiorstwa. Kolejnym działaniem marketingowym było uruchomienie sieci doradztwa fachowego w dziedzinie produktów oferowanych przez przedsiębiorstwo oraz prowadzącej szkolenia w tej dziedzinie. W przedsiębiorstwie uruchomiono także laboratoria naukowo-badawcze, pozwalające wprowadzać do produkcji nowości technologiczne, a także zorganizowano nowoczesny system nadzoru jakości, wspomagany komputerowo. W 1999 r. Grupa Atlas posiada międzynarodowy certyfikat Systemu Zarządzania Jakością ISO 9001, certyfikat Systemu Zarządzania Środowiskowego ISO 14001 oraz certyfikat Systemu Zarządzania BHP ISO 45001.

## Struktura organizacyjna
Grupę Atlas stanowi sieć spółek, w których udziały posiada Atlas sp. z o.o. z siedzibą w Łodzi, będąca dla grupy spółką-matką. W skład Grupy wchodzą zakłady produkcyjne Atlas sp. z o.o.:
- Zakład Produkcyjny w Dąbrowie Górniczej;
- Zakład Produkcyjny w Bydgoszczy;
- Zakład Produkcyjny w Piotrkowie Trybunalskim;
- Zakład Produkcyjny we Wrocławiu;
- Zakład Produkcyjny w Zgierzu

oraz m.in.:
- Dolina Nidy Sp. z o.o. w Pińczowie;
- Nexler Sp. z o.o. w Gdyni;
- Nowy Ląd Sp. z o.o. w Niwnicach;
- Sped Partner Sp. z o.o. w Pińczowie
- Cesal S.A. w Oradei (Rumunia)
- Grudzeń Las Sp. z o. o. w Grudzeń Lesie
- WIM Sp. z o. o. w Piotrkowie Trybunalskim

## Wskaźniki ekonomiczne
Przychody grupy Atlas w 2001 r. wyniosły 1,06 mld zł, a zysk netto 153,4 mln zł W 2004 r. obroty wyniosły 981 mln złotych. W latach 2001–2004 przedsiębiorstwo obejmowało ok. 70–80% rynku chemii budowlanej w Polsce. Około 6–10% swoich wyrobów Atlas sprzedaje za granicą, głównie na Ukrainie, Litwie, Łotwie, Słowacji, Białorusi, w Estonii, Czechach, Rosji i Portugalii. W 1991 r. przedsiębiorstwo zatrudniało 9 pracowników, w 2004 r. ponad 2000. Główni właściciele przedsiębiorstwa zaliczani są od wielu lat do najbogatszych ludzi w Polsce.